# Doomed for Live - Reunion 2002
Doomed for Live - Reunion 2002 är ett dubbelalbum av doom metal-gruppen Candlemass, utgivet 2003. Det spelades in live på Klubben i Stockholm för P3 Live.

## Låtlista

### Skiva 1
1. "Mirror Mirror" 	 – 5:51
2. "Bewitched" 	 – 4:33
3. "Dark Are the Veils of Death" 	 – 4:04
4. "Demons Gate" 	 – 9:23
5. "Under the Oak" 	 – 6:17
6. "At the Gallows End" 	 – 5:33
7. "Samarithan" 	 – 5:15
8. "Dark Reflections" 	 – 4:43
9. "Mourner's Lament" 	 – 4:46
10. "Black Stone Wielder" 	 – 2:54

### Skiva 2
1. "The Well of Souls" 	 – 8:53
2. "A Sorcerer's Pledge" 	 – 10:24
3. "Bearer of Pain" 	 – 4:26
4. "Ancient Dreams" 	 – 0:30
5. "Somewhere in Nowhere" 	 – 4:32
6. "Solitude" 	 – 7:39
7. "Crystal Ball" 	 – 7:22